# Nationale Vergadering (Senegal)
De Nationale Vergadering (Frans: Assemblée nationale) is het eenkamerparlement van Senegal en telt 165 leden die voor een periode van vijf jaar worden gekozen op basis van een gecombineerd kiesstelsel (districtenstelsel/evenredige vertegenwoordiging).
De partij Alliance pour la république (APR-Unis par l'espoir) is met 125 leden de grootste partij in de Nationale Vergadering. Sinds 2012 is Moustapha Niasse (APR) de voorzitter van het parlement. Tot het begin van de eenentwintigste eeuw domineerde de Parti Socialiste du Sénégal (PSS) het parlement. In de periode 1966-1974 was de socialistische partij zelfs de enige toegelaten partij in het land. De PSS is sinds 2007 niet meer in het parlement vertegenwoordigd. De tweede partij van het land is de Parti démocratique sénégalais (PDS, als onderdeel van Manko Wattu Sénégal), een liberale partij, die van 2000 tot 2012 de president (Abdoulaye Wade) leverde.
In de periode 1999-2001 en 2007-2012 kende Senegal een tweekamersysteem en fungeerde er naast de Nationale Vergadering (lagerhuis) een Senaat (hogerhuis).
Sinds 2014 wordt in het Senegalese parlement simultaan getolkt  tussen Frans en Wolof, Diola, Malinké, Pular, Sérère, Soninké.

## Zetelverdeling

Zetelverdeling na de verkiezingen van 2017